# Мои современники
«Мои современники» — документальный фильм режиссёра Владислава Виноградова, снятый в 1984 году и рассказывающий о тех, чья молодость пришлась на эпоху «оттепели». В картине использован фрагмент ленты Марлена Хуциева «Застава Ильича».

## История создания

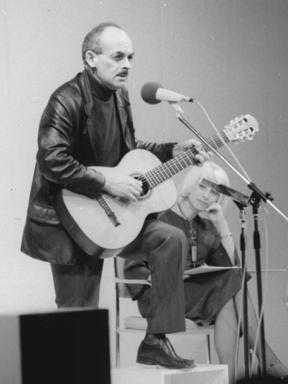
Булат Окуджава

Идея снять фильм о Булате Окуджаве, Николае Губенко и других своих современниках пришла к Владиславу Виноградову в начале 1980-х. Но во время разговора с одним киноначальником, который поинтересовался творческими планами, режиссёр ради конспирации назвал Юрия Гагарина. Согласие на съёмки было получено. Спустя некоторое время Владислав Борисович встретил знакомого журналиста из «Советской культуры» и сообщил ему, что планирует снимать Окуджаву.
Вскоре в газете появилась заметка о том, что Булат Шалвович будет выступать в фильме в роли аккомпаниатора. Окуджава, прочитав публикацию, наотрез отказался от участия в картине, и Виноградову стоило больших усилий его уговорить. Местом съёмок был выбран Политехнический музей.

В этом зале мы собрали всё поколение «моих современников»: Олег Ефремов, Губенко, Голованов, вся Таганка. Если вы всмотритесь, то увидите и Жванецкого, и Юру Роста. — Владислав Виноградов

## Содержание
Фильм представляет собой серию эпизодов, в которых герои размышляют о времени и о себе. Так, воспоминания Роберта Рождественского уносят зрителей в Омск, где прошло детство поэта. Евгений Евтушенко и Олег Табаков рассказывают о том, как происходило становление театра «Современник». Марлен Хуциев возвращается в те времена, когда он снимал фильм «Мне 20 лет» («Застава Ильича»). Ярослав Голованов рассуждает о том, почему из огромного количества претендентов на роль первого космонавта был выбран именно Юрий Гагарин.
Рассказы героев чередуются с кинохроникой конца 1950-х — начала 1960-х годов. В фильме звучит много песен Булата Окуджавы. Пётр Тодоровский исполняет песню «Городок провинциальный», Николай Губенко читает стихи Геннадия Шпаликова.

Шестидесятником я был точно, и каждый раз, когда снимал своих современников, думал, что после моей попытки сразу поплывёт целая река этих фильмов. Но этого не произошло. «Мои современники» так и остался единственным фильмом на эту тему. Очень рад, что снял его, так как многих артистов уже нет с нами.
— Владислав Виноградов

## Выход на экран
В 1985 году состоялся показ фильма по Ленинградскому телевидению, после чего, по словам режиссёра, картину неоднократно пытались закрыть. Связано это с тем, что Булат Окуджава привёз из-за границы «что-то запрещённое», а потому сотрудники КГБ приходили даже в студию к Виноградову. Монтажница при их появлении всегда быстро прятала любые материалы, касающиеся Окуджавы и Высоцкого.

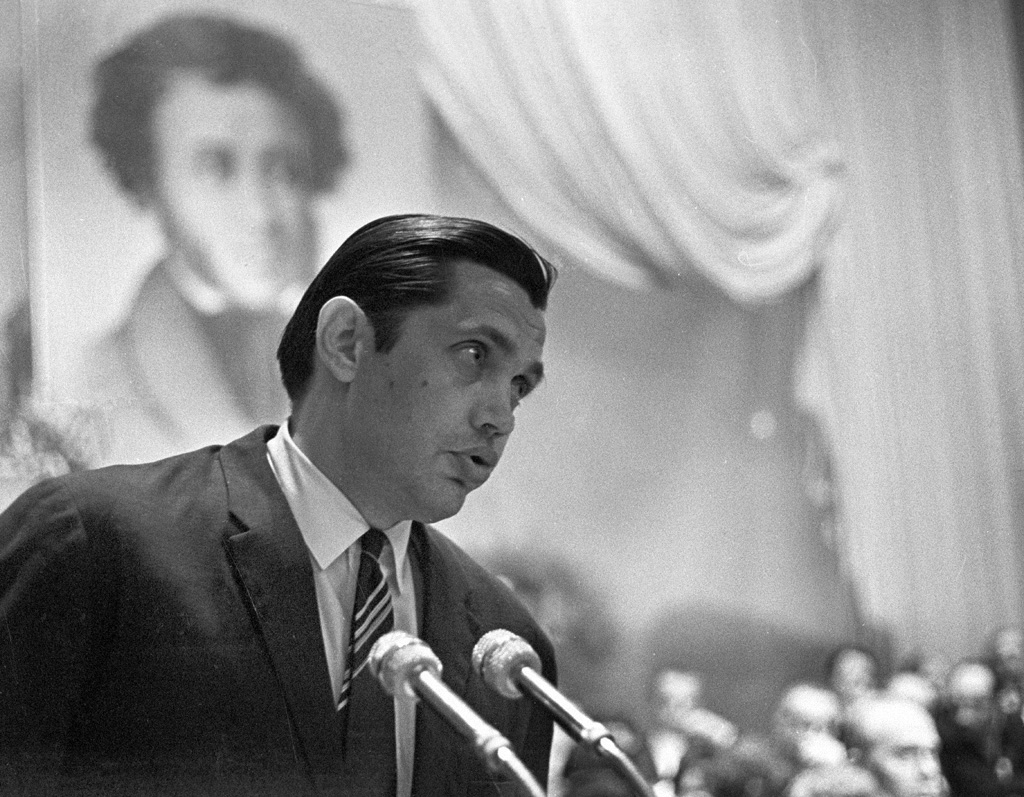
Поэт Роберт Рождественский

В 1987 году фильм был рекомендован к показу по Центральному телевидению.
Свои лучшие фильмы Владислав Виноградов снял в восьмидесятые — это осознали во времена новейшие, когда из жизни стали уходить его герои: верную и горькую любовь «Моих современников» смогли оценить лишь в годы плача по шестидесятникам. Тогда же показалось, что важнее всего сейчас — успеть снять тех, кто ещё жив.

## Эпизоды фильма
| 1.Люди с факелами в руках поют песню «Возьмёмся за руки, друзья». 2.Окуджава рассказывает о себе. Звучит «Арбатский романс». 3.Во время выступления Окуджавы в Политехническом музее камера крупным планом выхватывает лица зрителей. Среди них Олег Табаков, Николай Губенко, Валерий Золотухин, Ярослав Голованов. 4. Марлен Хуциев вспоминает, как во время первого выступления Окуджавы кто-то крикнул из зала: «Осторожно, пошлость!» 5. Евтушенко говорит, что свою репутацию Булату Шалвовичу приходилось отстаивать ежедневно. 6. Кадры из фильма «Застава Ильича». Хуциев рассказывает о добровольной массовке, которая сидела на съёмках в Политехническом музее пять дней по 8 часов. 7. Евтушенко объясняет, почему поэзия быстрее, чем публицистика, отвечала за вопросы времени. 8. Андрей Вознесенский читает стихотворение «Придут другие». 9. Хроника 1961 года: Гагарин после полёта шагает по ковровой дорожке; десятки тысяч москвичей встречают первого космонавта. | 10. Табаков говорит, что Гагарин — это человек, который проглотил «атом солнца». Лицо дочери Гагарина Елены. 11. Ярослав Голованов рассуждает о том, почему Гагарин выбран из 3,5 тысяч лётчиков. 12. Пресс-конференция Гагарина после полёта. 13. Похороны Юрия Гагарина. 14. Николай Губенко листает книгу стихов и сценариев Геннадия Шпаликова. 15. Николай Губенко исполняет песню «Не запирайте вашу дверь»; его слушают Жанна Болотова, Пётр Тодоровский, Александр Княжинский. 16. Звучат стихи Шпаликова. 17. Окуджава вспоминает о войне. 18. Члены клуба самодеятельной песни исполняют песню «Простите пехоте». 19. Роберт Рождественский рассказывает о том, как в годы войны он жил в Омске. 20. Пётр Тодоровский исполняет песню на стихи Шпаликова «Городок провинциальный». 21. Николай Губенко читает стихи Шпаликова «По несчастью или к счастью, истина проста». 22. Евтушенко рассказывает о своей маме. | 23. Зинаида Ермолаевна Евтушенко вспоминает, как её вызвали в редакцию «Пионерской правды», куда сын Женя отправил свой первый роман. 24. Ярослав Голованов рассказывает, какая атмосфера царила в театре «Современник», когда молодые актёры поставили свой первый спектакль по пьесе Розова «Вечно живые». 25. Олег Табаков вспоминает, как в конце 1950-х основатели «Современника» — Игорь Кваша, Галина Волчек — не только ставили спектакли, но и сами продавали билеты. 26. Ярослав Голованов рассказывает о том, какими были первые московские стиляги. 27. Кадры кинохроники: московские стиляги в 1950-х; Всемирный фестиваль молодёжи и студентов в Москве; на сцене Ван Клиберн. 28. Ярослав Голованов рассказывает о том, какие дискуссии проходили в начале 1960-х о физиках и лириках. 29. Физики из Дубны рассуждают об атомной бомбе. 31. Финальные титры идут под музыку из песни «Я вновь повстречался с надеждой». |

## В фильме участвовали
| Булат Окуджава                                     | поэт, музыкант         |
| Евгений Евтушенко                                  | поэт                   |
| Роберт Рождественский                              | поэт                   |
| Андрей Вознесенский                                | поэт                   |
| Ярослав Голованов                                  | журналист              |
| Николай Губенко                                    | актёр, режиссёр        |
| Жанна Болотова                                     | актриса                |
| Олег Табаков                                       | актёр, режиссёр        |
| Василий Ливанов                                    | актёр, режиссёр        |
| Марлен Хуциев                                      | режиссёр               |
| Юлий Файт                                          | кинорежиссёр           |
| Олег Ефремов                                       | актёр, режиссёр        |
| Пётр Тодоровский                                   | режиссёр, оператор     |
| Александр Княжинский                               | оператор               |
| Елена Гагарина                                     | искусствовед           |
| Зинаида Ермолаевна Евтушенко                       | мать Евгения Евтушенко |
| сотрудники НИИ ядерных исследований                |                        |
| члены клуба самодеятельной песни                   |                        |
| воспитанники Суворовского училища                  |                        |
| воины ордена Ленина Ленинградского военного округа |                        |

## Съёмочная группа
- Режиссёр — Владислав Виноградов
- Сценарист — Владислав Виноградов
- Оператор — Павел Засядко (совместно с В. Задорожным)

## Награды
- 1986 — Государственная премия РСФСР имени братьев Васильевых за трилогию «Элегия», «Я возвращаю ваш портрет», «Мои современники»
- 2004 — Национальная премия «Лавр» за вклад в кинолетопись («Мои современники»)[7]